# Duodao (Jingmen)
Duodao (chiń. upr. 掇刀区; chiń. trad. 掇刀區; pinyin Duōdāo Qū) – dzielnica w zachodniej części prefektury miejskiej Jingmen w prowincji Hubei w Chińskiej Republice Ludowej. Liczba mieszkańców dzielnicy w 2010 roku wynosiła 271970.